# Giovanni Antonio Scopoli
Giovanni Antonio (Joannes Antonius/Johann Anton) Scopoli, född 3 juni 1723 i Cavalese, Tyrolen i Österrike-Ungern, död 8 maj 1788 i Pavia, var en italiensk naturforskare med medicinsk examen. Han var närmast ett universalgeni och verkade utöver inom medicin inom följande områden: botanik, kemi, geologi, mykologi och ornitologi.

## Biografi
Scopolis far Francesco Antonio Scopoli var jurist och modern Claudia Caterina Gramola tillhörde en gammal patriciersläkt).
Scopoli var professor i medicin, först i Cavalese, sedan i Trento och därefter i Venedig. Vid sin död var han professor vid universitetet i Pavia.
Scopoli var en noggrann iakttagare av naturen, som i sina deskriptiva arbeten hänsynsfullt kritiserade och beriktigade en del felaktigheter i Linnés Genera plantarum. Han hade tidigare under 16 år varit verksam i Krain som lärare vid gruvskolan och gruvläkare vid kvicksilvergruvorna i Idria. Hans främsta verk är Flora Carniolica (1760, ny upplaga 1772) och Entomologia Carniolica (1763), vilka innehåller material insamlat under den tiden.
Auktorsnamnet Scop. kan användas för Giovanni Antonio Scopoli i samband med ett vetenskapligt namn inom botaniken; se Wikipediaartiklar som länkar till auktorsnamnet.

## Eponym

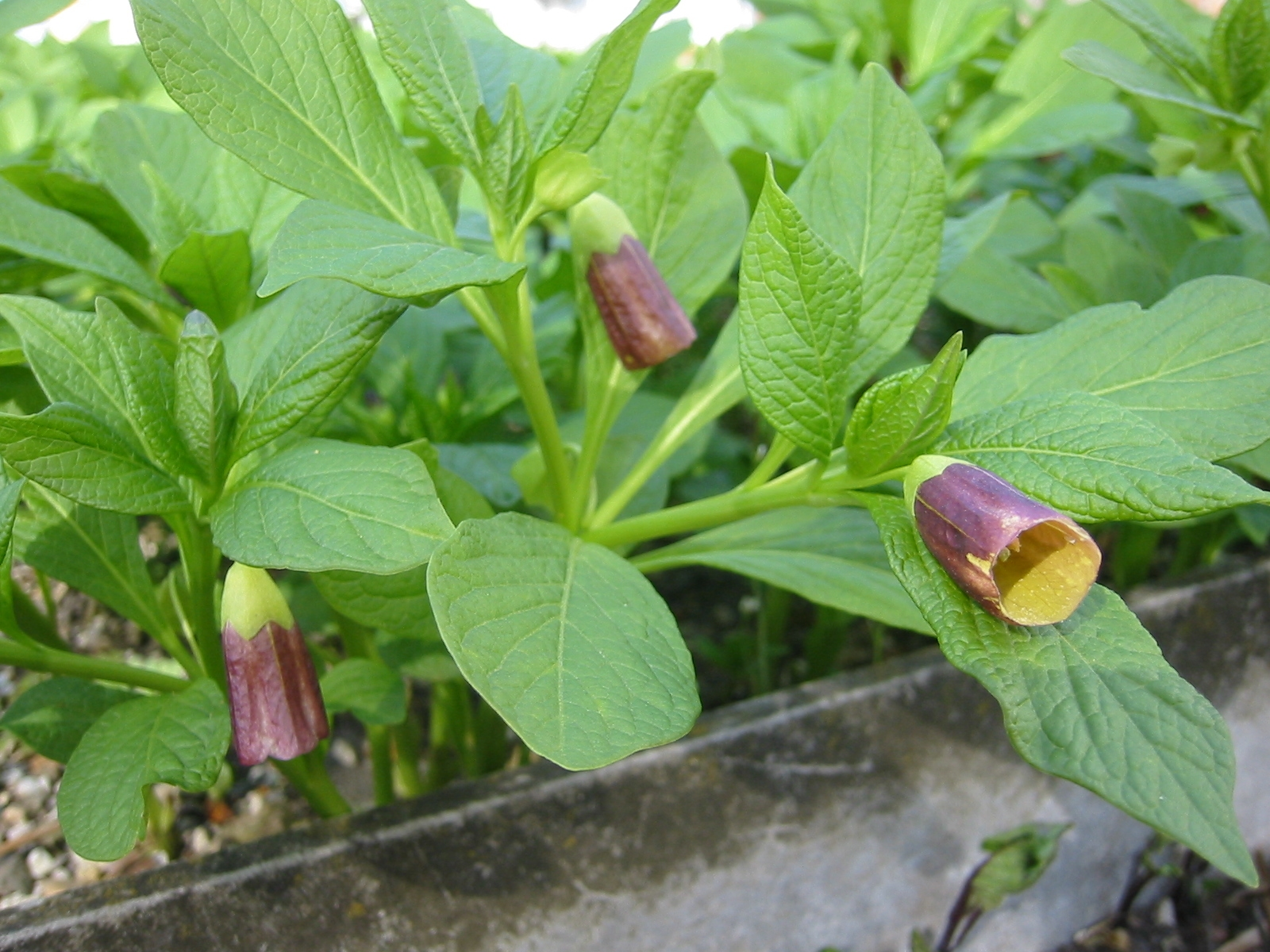
Dårört, Scopolia carniolica.

Scopoli har hedrats genom det vetenskapliga namnet Scopolia på dårörtssläktet (synonym Scopolina Schult.) i familjen Solanaceae, potatisväxter.
Ett derivat av Scopolia är det giftiga ämnet scopolamin (på svenska ofta stavat skopolamin), som finns i många Scopolia-arter, och det medicinska preparatet scopoderm med skopolamin som verksamt innehållsämne.
Vidare har Scopoli hedrats med följande vetenskapliga namn:
- (Amaurobiidae) Amaurobius scopolii Thorell, 1871
- (Cerambycidae) Cerambyx scopolii Fuessli
- (Asteraceae) Senecio scopolii Hoppe & Hornsch.